# Ethan Place
John Ethan Place es un francotirador del Cuerpo de Marines de los Estados Unidos. En Faluya, el francotirador, que tenía entonces veinte años de edad, sumó 32 muertes confirmadas en trece días, del 11 de abril al 24 de abril de 2004. Recibió la Estrella de Plata.
Posteriormente, participó en un programa de History Channel llamado Sniper: One Shot / una matanza, que le mostraba a él y a su acompañante matando tres personas. Ethan mató al conductor del vehículo con un disparo en la cabeza a 500 metros de distancia. Su acompañante dio muerte al pasajero y Ethan de un nuevo disparo a la tercera persona, para salvar a su compañía (Echo) de una «amenaza potencial».